# Spaans Open 2010

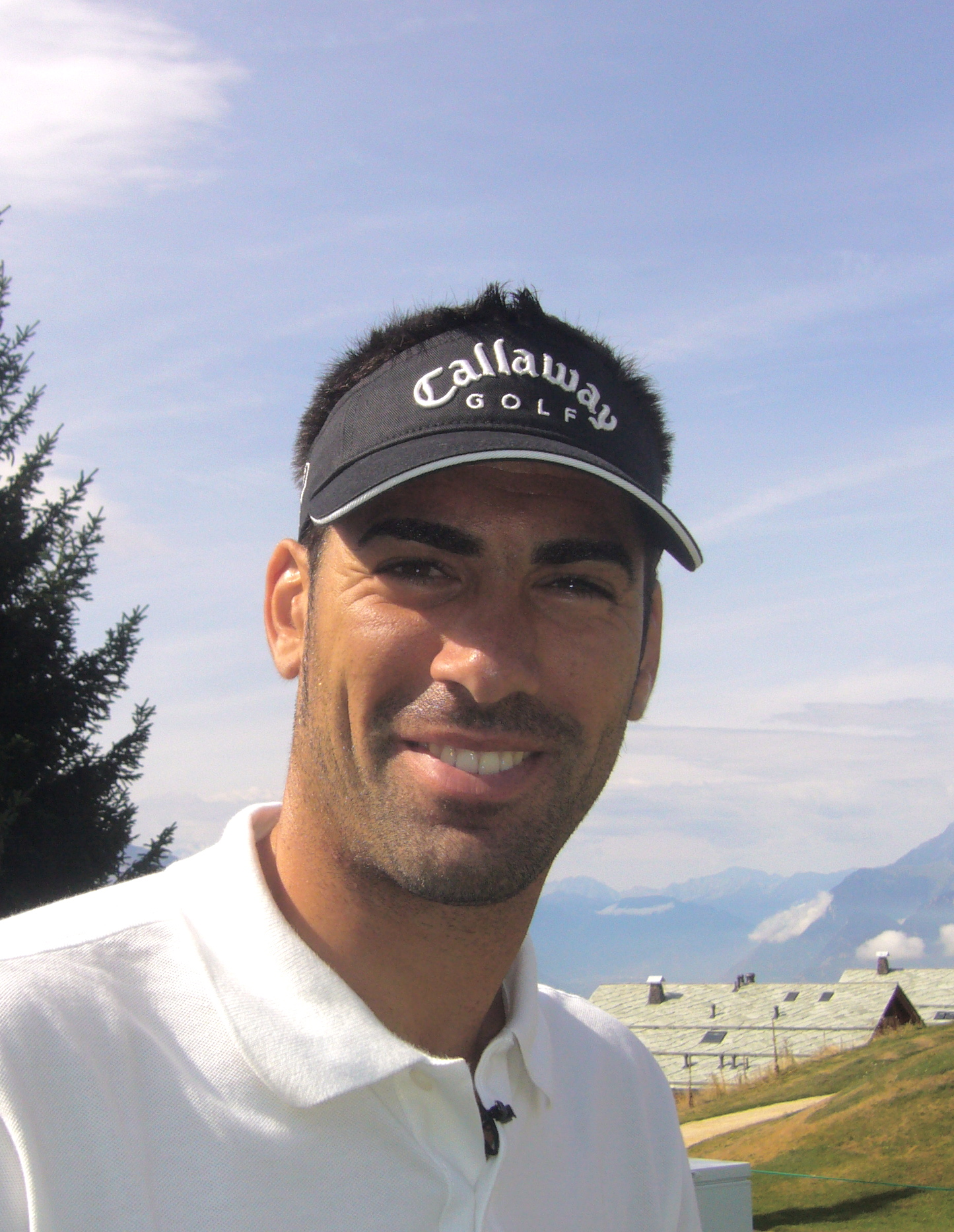
Alvaro Quiros, winnaar 2010

Het Spaans Open, officieel in het Spaans het Open de España, is een golfwedstrijd die maakt deel uit van de Europese PGA Tour. In 2010 werd het toernooi gespeeld van 29 april tot 2 mei op de Real Club de Golf de Sevilla in Sevilla. Het totale prijzengeld was €2.000.000. Beschermheer van het toernooi was koning Juan Carlos I.

## Verslag

#### Ronde 1
Filipe Lima is de week begonnen met het winnen van de Pro-Am. Rolf Muntz doet achteraf niet mee. Paul Waring, winnaar van het Engels Amateur in 2005, begon de eerste ronde met drie birdies en een eagle en eindigde met 66 (-6). Hij staat op de tweede plaats achter Ricardo González, die -7 binnenbracht.

#### Ronde 2
De leider van de eerste ronde, González, maakte nu 79 en heeft de cut toch nog net gehaald. Er spelen 83 spelers in het weekend, waarvan er 19 net als González op 144 staan. Colsaerts heeft -6 gemaakt en deelt de 5de plaats met zes anderen. Johan Edfors maakte ondanks een bogey een score van -8, voorlopig het toernooirecord, en kwam met -10 aan de leiding, gevolgd door Mark Foster, die net als vorige week op het Zuid-Koreaans Open een ronde van 66 maakte. Derksen maakte ook 66: een foutloze ronde met 4 birdies en een eagle; hij steeg 79 plaatsen.

#### Ronde 3
Nicolas Colsaerts en Joost Luiten houden elkaar gezelschap en delen met -7 de 7de plaats.

Het is mooi voor het toernooi dat er twee Spaanse spelers in de top-drie staan zodat morgen de twee laatste partijen ieder een Spanjaard hebben.

#### Ronde 4
De laatste ronde eindigde met twee leiders, James Morrison maakte vandaag -5 en Alvaro Quiros maakte -2, beiden hadden een totaal van -11. Mark Foster verloor de leiding en zakte naar een gedeelde 3de plaats, die hij deelt met Raphaël Jacquelin en Alejandro Cañizares. Nicolas Colsaerts eindigde op een mooie 6de plaats. Robert-Jan Derksen en Joost Luiten werden 17de.

Tijdens de play-off sloeg Morrison zijn tweede slag in het water. Zijn volgende slag ging 10 meter voorbij de hole. Quiros had zijn tweede slag 5 meter voorbij de hole geslagen en won de partij.
| Eindstand | Naam                | R1 | Score | Nr  | R2 | Score | Totaal | Nr  | R3 | Score | Totaal | Nr  | R4 | Score | Totaal |
| --------- | ------------------- | -- | ----- | --- | -- | ----- | ------ | --- | -- | ----- | ------ | --- | -- | ----- | ------ |
| 1         | Alvaro Quiros       | 68 | -4    | 15  | 72 | par   | -4     | T26 | 67 | -5    | -9     | T2  | 70 | -2    | -11    |
| 1         | James Morrison      | 73 | +1    | T94 | 67 | -5    | -4     | T26 | 70 | -2    | -6     | T15 | 67 | -5    | -11    |
| T3        | Alejandro Cañizares | 71 | -1    |     | 69 | -3    | -4     |     | 70 | -2    | -6     | T15 | 68 | -4    | -10    |
| T3        | Mark Foster         | 69 | -3    | 18  | 66 | -6    | -9     | 2   | 69 | -3    | -12    | 1   | 74 | +2    | -10    |
| T3        | Raphaël Jacquelin   | 69 | -3    | T12 | 67 | -5    | -8     | T3  | 71 | -1    | -9     | T2  | 71 | -1    | -10    |
| T6        | Nicolas Colsaerts   | 71 | -1    | T32 | 66 | -6    | -7     | T5  | 72 | par   | -7     | T7  | 70 | -2    | -9     |
| T6        | Stephen Dodd        | 69 | -3    | T12 | 68 | -5    | -8     | T3  | 71 | -1    | -8     | T5  | 71 | -1    | -9     |
| T12       | Carlos Del Moral    | 68 | -4    | 15  | 69 | -3    | -7     | T5  | 70 | -2    | -9     | T2  | 74 | +2    | -7     |
| T14       | Fabrizio Zanotti    | 70 | -2    | T27 | 67 | -5    | -7     | T5  | 71 | -1    | -8     | T5  | 74 | +2    | -6     |
| T14       | Johan Edfors        | 70 | -2    | T27 | 64 | -8    | -10    | 1   | 76 | +4    | -6     | T15 | 72 | par   | -6     |
| T17       | Robert-Jan Derksen  | 73 | +1    | T94 | 66 | -6    | -5     | T15 | 73 | +1    | -4     | T24 | 71 | -1    | -5     |
| T17       | Joost Luiten        | 69 | -3    | T12 | 70 | -2    | -5     | T15 | 70 | -2    | -7     | T7  | 74 | +2    | -5     |
| T27       | Danny Willett       | 71 | -1    | 3   | 66 | -4    | -8     | T3  | 75 | +3    | -5     | T19 | 73 | +1    | -4     |
| T53       | Ricardo González    | 65 | -7    | 1   | 79 | +7    | par    | 70  | 74 | +2    | +2     | T66 | 71 | -1    | +1     |
|           | Maarten Lafeber     | 71 | -1    | T32 | 75 | +3    | +2     | MC  |    |       |        |     |    |       |        |

 MC = missed cut = cut gemist

Live leaderboard.

## De spelers
Er doen negen voormalige winnaars mee. Achter hun naam staat het jaar van hun overwinning.
| - Felipe Aguilar - Thomas Aiken - Fredrik Andersson Hed - Phillip Archer - Johan Axgren - Peter Baker - Ben Barham - Sion E. Bebb - Ignacio Bermudo - Thomas Bjørn (1998) - Richard Bland - Liam Bond - Michiel Bothma - Grégory Bourdy - Gary Boyd - Christophe Brazillier - Paul Broadhurst - Mark Brown - Andrew Butterfield - Rafael Cabrera Bello - Ariel Cañete - Alejandro Cañizares - Gabriel Cañizares - Tony Carolan - Clodomiro Carranza - Christian Cévaër (2004) - Darren Clarke - Luis Claverie - Moises Cobo Arrayas - George Coetzee - Robert Coles - Nicolas Colsaerts - Andrew Coltart - Adilson Da Silva - Rhys Davies - François Delamontagne - Robert-Jan Derksen - David Dixon - Stephen Dodd - Jamie Donaldson - Nick Dougherty - Bradley Dredge - Scott Drummond - David Drysdale - Simon Dyson - Rafa Echenique - Johan Edfors - Jamie Elson - Klasd Eriksson - Martin Erlandsson | - Niclas Fasth (2006) - Gonzalo Fdez-Castaño - Kenneth Ferrie (2003) - Richard Finch - Alastair Forsyth - Mark Foster - Lorenzo Gagli - Stephen Gallacher - Chris Gane - Jordi Garcia - Sebastian Garcia-Grout - Alfredo García Heredia - Ignacio Garrido - Chris Gaunt - Jean-Baptiste Gonnet - Ricardo González - Tano Goya - Richard Green - Stephan Gross Jr. - Julien Guerrier - Stephan Günther - Peter Gustagsson - Mark F Haastrup - Joakim Haeggman (1993) - Anton Haig - Grégory Havret - Benjamin Hebert - Peter Hedblom - Oskar Henningsson - Michael Hoey - Keith Horne - David Horsey - David Howell - Jeppe Huldahl - Sam Hutsby - Mikko Ilonen - Raphaël Jacquelin - Steven Jeppesen - Miguel Angel Jiménez - Eirik Tage Johansen - Michael Jonzon - Roope Kakko - James Kamte - Anthony Kang - Shiv Kapur - Niall Kearney - Simon Khan - James Kingston - Søren Kjeldsen - Rick Kulacz | - Maarten Lafeber - Barry Lane - José Manuel Lara - Pablo Larrazábal - Paul Lawrie - Peter Lawrie (2008) - Thomas Levet (2009) - José-Filipe Lima - Sam Little - Gary Lockerbie - Michaël Lorenzo-Vera - Shane Lowry - Jean-François Lucquin - Joost Luiten - Mikael Lundberg - David Lynn - Andrea Maestroni - Stuart Manley - Andrew Marshall - Pablo Martín - Gareth Maybin - Andrew McArthur - Richard McEvoy - Damien McGrane - Andrew McLeary - Edoardo Molinari - Francesco Molinari - César Monasterio - Colin Montgomerie (1994) - Louis Moolman - James Morrison - Rolf Muntz - Gary Murphy - Christian Nilsson - Alexander Norén - Henrik Nyström - Steven O'Hara - Fredrik Ohlsson - Andrew Oldcorn - Thorbjorn Olesen - Pedro Oriol - Gary Orr - Hennie Otto - Gareth Paddison - John Parry - Phillip Price - Julien Quesne - Alvaro Quiros - Manuel Quiros - Raul Quiros | - Eric Ramsay - Richie Ramsay - Jyoti Randhawa - Robert Rock - Carlos Rodiles - Ghislain Rosier - Marco Ruiz - James Ruth - Jarmo Sandelin (1999) - Marcel Siem - Patrik Sjøland - Lee Slatterly - Anthony Snobeck - Marco Soffietti - Tim Stewart - Graeme Storm - Carl Suneson - Andrew Tampion - Simon Thornton - Miles Tunnicliff - Daniel Vancsik - David Vanegas - Mads Vibe-Hastrup - Anthony Wall - Paul Waring - Marc Warren - Steve Webster - Peter Whiteford - Oliver Whiteley - Martin Wiegele - Danny Willett - Chris Wood - Fabrizio Zanotti Nationale Order of Merit - Carlos Del Moral - Santiago Luna - Alvaro Velasco - Raul Quiros - Javier Colomo - Alfredo García Heredia - Pedro Linhart - Jorge Campillo Amateurs - Victor Dubuisson - Sebastian Garcia-Rodriguez - Matt Haines - Antonio Hortal - Carlos Pigem - Juan Francisco Sarasti |